# Precizní zemědělství
Precizní zemědělství se řídí zásadou „provést pěstební zásah v pravý čas na správném místě a se správnou intenzitou“.

## Způsob hospodaření
Tento princip hospodaření je spojen s používáním nových technologii především GPS a GIS, také DPZ a senzory sledující odrazivost.
Precizní zemědělství se zabývá zkoumáním heterogenity pozemku. Klíčové je získání maximálního množství informací o pozemku (složení půdy, mocnost orniční vrstvy, zásobenost živinami a další) a dále změny jednotlivých hodnot v rámci pozemku (to je možné zajistit hustou sítí vzorkování, nebo použití nepřímých metod, které získávají data o půdní heterogenitě bezdotykově během pohybu po pozemku). Aby získané hodnoty bylo možné správně přiřadit k danému místu na pozemku, je nutné k nim přiřadit data o poloze z GPS přijímače. Po nasbírání dostatečného množství údajů je možné vytvořit ve specializovaných GIS aplikacích mapu ukazující heterogenitu pozemku. Následně se vytvářejí specializované aplikační mapy (podle zásobenosti živin se na mapě znázorní oblasti s nízkým či vysokým obsahem živin, aplikační technika pak podle těchto map dodá do půdy potřebné množství hnojiva s danými živinami). Z údajů získaných ze sklízecích mlátiček v průběhu sklizně je možné vytvořit výnosové mapy (tyto výnosové mapy ukazují, kolik zrna bylo sklizeno na konkrétním místě pozemku). Podobným způsobem se stanoví aplikační mapa pro užití prostředků na ochranu rostlin (hlavně herbicidy).
Precizní zemědělství díky znalostem rozdílností v rámci pozemku může přistupovat k danému místu individuálně. Proti jednotné dávce na celý pozemek se zde aplikuje přesné množství v místě kde je zapotřebí. Tím se může snížit množství vstupů (např. hnojiva, pesticidů) a sníží se náklady. Tento postup je také ekologicky šetrnější.
Precizní zemědělství (precision agriculture) je mezinárodně ujednocený název pro směry využívající nové technologie, které začaly být rozvíjeny koncem osmdesátých a začátkem devadesátých let dvacátého století a nazývaly se například: farming by soil, computer aided farming, farming by satelite, high-tech sustainable agriculture, site crop management, site specific agriculture atd. V širším pojetí jsou postupy precizního zemědělství označovány také jako „smart farming“ nebo Zemědělství 4.0. 

## Historie
Precizní zemědělství je klíčovou součástí třetí vlny moderních zemědělských revolucí. První zemědělskou revolucí byl nárůst mechanizovaného zemědělství v letech 1900 až 1930. Každý zemědělec v této době vyprodukoval tolik potravin, že by uživil asi 26 lidí. 60. léta 20. století podnítila zelenou revoluci s novými metodami genetické modifikace, která vedla k tomu, že každý zemědělec uživil asi 156 lidí.  Očekává se, že do roku 2050 dosáhne světová populace asi 9,6 miliardy lidí a produkce potravin se musí oproti současnému stavu fakticky zdvojnásobit, aby bylo možné nasytit všechna ústa. Díky novým technologickým pokrokům v zemědělské revoluci přesného zemědělství bude každý zemědělec schopen nakrmit 265 lidí na stejné ploše.
Koncept systému precizního zemědělství vznikl ve Spojených státech na počátku 80. let 20. století. Jedním ze zakladatelů tohoto výzkumného směru byl Pierre Robert z University of Minnesota, který se následně počátkem 90. let podílel na organizaci prvního odborného semináře „Soil Specific Crop Management“ zaměřeného na precizní zemědělství (Mineapolis, Minnesota 1992). V roce 1995 zakládá při univerzitě úspěšné Precision Agriculture Center, které má významný vliv na rozvoj precizního zemědělství v USA a ve světě, a následně se podílí na vydávání mezinárodního odborného časopisu Precision Agriculture pod nakladatelstvím Springer (1999). První evropská konference precizního zemědělství se konala v roce 1997 ve Velké Británii (Warwick). 
Precizní zemědělství je mnohými odborníky považováno za klíčovou součást třetí vlny moderní zemědělské revoluce, označované také jako „zelená revoluce“. Nárůst transferu technologií umožňoval zvýšení celosvětové zemědělské produkce. Důraz byl kladen na přenesení již existujících informačních a geoprostorových nástrojů do nových oblastí uplatnění – zemědělství. Doménou geografických informačních systémů (GIS) v 80. letech 20. stol. byly především výzkumné instituce. S ohledem na rostoucí velikost farem se GISy začaly postupně uplatňovat při sběru geografických dat a zpracování podkladů pro agronomické rozhodování. V roce 1995 byl uvolněn pro civilní účely globální družicový polohový systém GPS, který byl vytvářen armádou Spojených států od roku 1973, a který i přes záměrně implementovanou odchylku umožňoval stanovit pozici v desítkách metrů kdekoli na zemském povrchu. Záměrná odchylka (tzv. S/A kód) byla ze systému GPS odstraněna rozhodnutím Clintonovy vlády v roce 2000 a současně s doplněním bezplatného korekčního signálu DGPS systému EGNOS/WAAS dosahuje současné přesnosti 1–3 m absolutně (20–30 cm relativní přesnosti – jízda vedle jízdy). Vybudování dalších GNSS systémů (Galileo, Glonass, Beidou) vedlo k významné stabilizaci příjmu signálu. Rozvoj určování pozice pomocí geodetických RTK systémů a síťových řešení VRS pak nabídl přesnost na úrovni několika centimetrů, čímž zcela naplnil základní potřebu v oblasti přesného sběru dat a navádění zemědělské mechanizace.

## Možnosti precizního zemědělství v rostlinné výrobě
Geoinformační systémy, expertní systémy i systémy pro modelování tvoří pojítko pro pracovní výstupy na úrovni mapových podkladů, navigací v polních podmínkách při aplikačních úkonech i ve fázi rozhodnutí o tom, které opatření, v jaké intenzitě, kdy a kde provést či vynechat. Všechny tyto činnosti směřují k tomu, aby zdroje (hnojiva, přípravky na ochranu rostlin, pohonné hmoty lidé, technika, voda, půda, biodiverzita) a opatření (optimalizace pohybu zemědělské techniky, variabilní aplikace, časování opatření typu hnojení či aplikace přípravků na ochranu rostlin v čase a prostoru na základě predikčních modelů) byla prováděna na základě dat s cílem optimalizovat jejich využití tak, aby byla docílena taková produkce, která zajistí prvovýrobci odpovídající profit, spotřebitelům kvalitu za férovou cenu a společnosti udržitelnost systému hospodaření na půdě v dlouhodobém horizontu při zachování funkční biodiverzity, kvality půdního fondu i minimalizace kontaminace spodních vod rezidui zemědělské činnosti.

#### Optimalizace pojezdových linií
Tato technologie je klíčová a nejjednodušeji zaveditelná do systému práce s nástroji precizního zemědělství. Pro svoji funkčnost vyžaduje dostupnost hardware v podobě GNSS systémů s vysokou přesností, ideálně garantovanou kvalitu a dostupností RTK korekčního signálu, software pro optimalizaci trajektorií pojezdu a autopilotem vybavenou techniku. Samotný proces vychází z tvaru a morfologie půdního bloku (topografie terénu, překážky, příjezdy na pozemek). Softwarová optimalizace navrhne takový průběh linií, které minimalizují neproduktivní jízdy, otáčení na souvratích s ohledem na vynechané prostory. Výslednou pojezdovou linii je možné upravit s ohledem na průběh vrstevnic, nahrát v podobě souboru do autopilotu traktoru, kde jsou dále vymezeny kolejové meziřádky.

#### Variabilita setí
Výsledkem je různé množství jedinců v konkrétních zónách. Změna šířky řádků, hloubky setí a přítlak na secí botku s ohledem na dostupnost vody, velikost půdních agregátů, teploty, a další přístupy k variabilnímu setí, které se snaží zohledňovat proměnlivost stanovištních podmínek, které se promítají do změny architektury rostlin, výšky porostu i alometrie (nerovnoměrnost růstu, vývinu), alokace energetických zásob mezi biomasu a výnos. Podle literárních zdrojů má smysl uvažovat o této technologii tam, kde je vyšší podíl zón s nižším výnosovým potenciálem.

#### Postupy precizního zemědělství v ochraně rostlin
Neopomenutelný a stále málo rozpracovaný je precizní přístup k ochraně rostlin. Vychází z principů integrované ochrany s prostorovým akcentem a technickými možnostmi spojením moderních postřikovačů s vypínatelnými sekcemi či jednotlivými tryskami navázaných na telematiku zemědělské techniky. Pracuje se všemi informačními zdroji (vlastnosti/historie pozemku, rezistence odrůd, osevní postup atd.) a kontexty (socioekonomický, technický, meteorologický atd.) s cílem rozhodnout, zda je opodstatněné provádět nějaký zásah proti škodlivému organismu ať už jím je plevel, živočišný, houbový, bakteriální či virový původce potenciální škody na pěstované plodině.

#### Odhady a měření výnosu
Pro měření výnosu je možné výhodně využít výnosoměry, kterými jsou vybavovány moderní sklízecí mlátičky, kde jsou při sklizni s konkrétním místem spárovány údaje o konkrétním výnosu. Výsledkem záznamu je pak výnosová mapa podávající přehled o výnosové variabilitě na daném pozemku v příslušném roce. Jedná se zároveň tedy o důležitý prvek zpětné vazby, který pomáhá vyhodnotit efekt provedených opatření.

## Možnosti precizního zemědělství v živočišné výrobě
S rozvojem precizního přístupu v jednotlivých oborech se otevírají široké možnosti jeho využití i v chovu hospodářských zvířat. Sběr dostatku relevantních údajů, jejich uchování, propojení s externími databázemi, zpracování, vyhodnocení a poskytnutí přehledných praktických výstupů umožňuje chovateli cíleně nasměrovat péči dle individuálních potřeb konkrétního jedince s přihlédnutím k aktuálním podmínkám. Tradiční evidenčně-třídící programové vybavení je nahrazováno expertními systémy. Automatizace postupů a robotizace činností usnadňují každodenní rozhodování a eliminují nevýhody plynoucí ze závislosti produkce na lidském faktoru. Precizní přístup v zemědělské výrobě také zajišťuje efektivní využití všech zdrojů, čímž významně přispívá k udržitelnosti hospodaření. 

## Trendy precizního zemědělství
Ochota lidské populace pracovat v zemědělství také stále klesá, a to znovu jak ve vyspělých, tak rozvojových zemích. Zemědělská populace proto stárne. Potřeba potravin ale neklesá, ba právě naopak. Jedním z cílů Organizace spojených národů stále zůstává konec hladovění. Technologie chytrého (smart) či digitálního zemědělství mohou být zásadní pro vyřešení těchto problémů. Jejich nedílnou součástí je využívání tzv. velkých dat (big data), robotizace a umělé inteligence. Dosavadní vývoj nasvědčuje tomu, že budoucností zemědělské výroby budou právě tyto technologie a lidská síla bude postupně nahrazována roboty.
Robotické platformy pro využití v zemědělství lze rozdělit podle různých hledisek. Jedná se o roboty pozemní, roboty létající, mobilní manipulátory a zemědělské multirobotické systémy. Předpokládá se přitom, že právě multirobotické systémy budou pro budoucí vývoj zemědělských technologií zásadní. Z hlediska současného přístupu k robotizaci zemědělství lze pozorovat dva vývojové směry. Jeden spočívá v náhradě zemědělských strojů současných rozměrů a výkonností (především traktorů) s obsluhou stroji robotickými (autonomními). Typickými příklady těchto snah jsou např. autonomní traktory firem Case IH nebo John Deere ale také mnohých dalších (New Holland, AgXeed spolupracující např. s firmou Claas, Krone a Lemken – stroj nazvaný Combined Powers atd.).
V zemědělské praxi se již začínají prosazovat pozemní robotické platformy, které u nás začínají být využívány především v zelinářských provozech, nebo při pěstování širokořádkových plodin (např. kukuřice). Tyto stroje jsou vhodné k setí či sázení, ale také k meziřádkové kultivaci. Zde je další obrovský potenciál využití robotizace, který souvisí s postupným omezováním používání chemických ochranných látek. Jejich náhrada mechanickým ošetřením (meziřádkovou kultivací) je jednou z mála možností. Poptávka po automatizaci těchto operací je opět v důsledku nedostatku pracovních sil značná. Podobně jako v předchozím případě jsou již tyto platformy komerčně nabízeny různými výrobci, jmenujme např. značky Agrointelli nebo Farmdroid. 

## Historie a vývoj precizního zemědělství v ČR
Vývoj precizního zemědělství v ČR následoval celosvětový vývoj. Pro rozvoj precizního zemědělství existovaly vhodné předpoklady, především agrární struktura spočívající v existenci mnoha velkých podniků a vysoká geografická rozmanitost a různorodost pozemků.
Technologie precizního zemědělství byly však zpočátku velmi nákladné, a proto jejich využití spočívalo v podnicích služeb. V roce 1997 začala společnost MJM Litovel a.s. poskytovat služby v oblasti precizního zemědělství pod obchodním názvem Prefarm. Cílem bylo dosáhnout efektivnějšího nakládání s vstupy do zemědělské produkce, jako jsou minerální hnojiva a vápenaté hmoty. Podstatou systému byly informace o různorodosti pozemků z půdních vzorků v podobě půdních map doplněných o výnosové záznamy a údaje z dálkového průzkumu Země. V roce 2004 již bylo v systému Prefarm zaneseno pozorování variability více než 200 tis. ha zemědělské půdy.
Na přelomu 21. století také dochází k pořádání odborných seminářů, konferencí o precizním zemědělství a k publikování prvotních studií o přínosech precizního zemědělství v ČR v rámci akademických a výzkumných institucí. Z hlediska inovací strojního vybavení dochází k zavádění do provozu první sklízecí mlátičky vybavené senzory pro mapování výnosů (ZZN Pelhřimov). Společnost Leading Farmers CZ v roce 1999 připravila nasazení komerčního senzorového systému Hydro N sensor pro variabilní aplikaci dusíkatých hnojiv na základě průběžné spektrální diagnostiky výživného stavu rostlin, stejná společnost následně v roce 2004 zavádí první systém automatického navádění (tzv. autopilot) do zemědělské techniky.

## Precizní zemědělství v ČR v současnosti
Na základě dotazníkového šetření vznikl dokument Analýza rozšíření a využívání technologií precizního zemědělství v ČR, který byl vypracován Ústavem zemědělské ekonomiky a informací ve spolupráci s Ministerstvem zemědělství a odbornou veřejností. 
Ve zprávě jsou představeny výsledky získané prostřednictvím dotazníkového šetření. Na základě získaných údajů je zobecněna míra rozšíření vybraných technologií precizního zemědělství, průměrná výměra obhospodařované půdy s rozlišením zemědělských kultur pomocí jednotlivých „precizních“ technologií a průměrné zastoupení technologií dle druhů zvířat.
Odpovědi byly získány od více než 5,6 % zemědělských subjektů, které měly v LPIS 2022 evidovanou zemědělskou půdu, přičemž zjištěné odpovědi reprezentují 14 % zemědělské půdy v ČR v roce 2022.
Z celkového počtu 1 884 zemědělských subjektů, jejichž dotazník byl pro analýzu vyhodnocen jako relevantní, jich uvedlo že využívají alespoň nějakou technologii precizního zemědělství 567 (Tab. 2.), tj. 30 % subjektů. Tato analýza je ke stažení.